# Zeeslag bij Camperduin

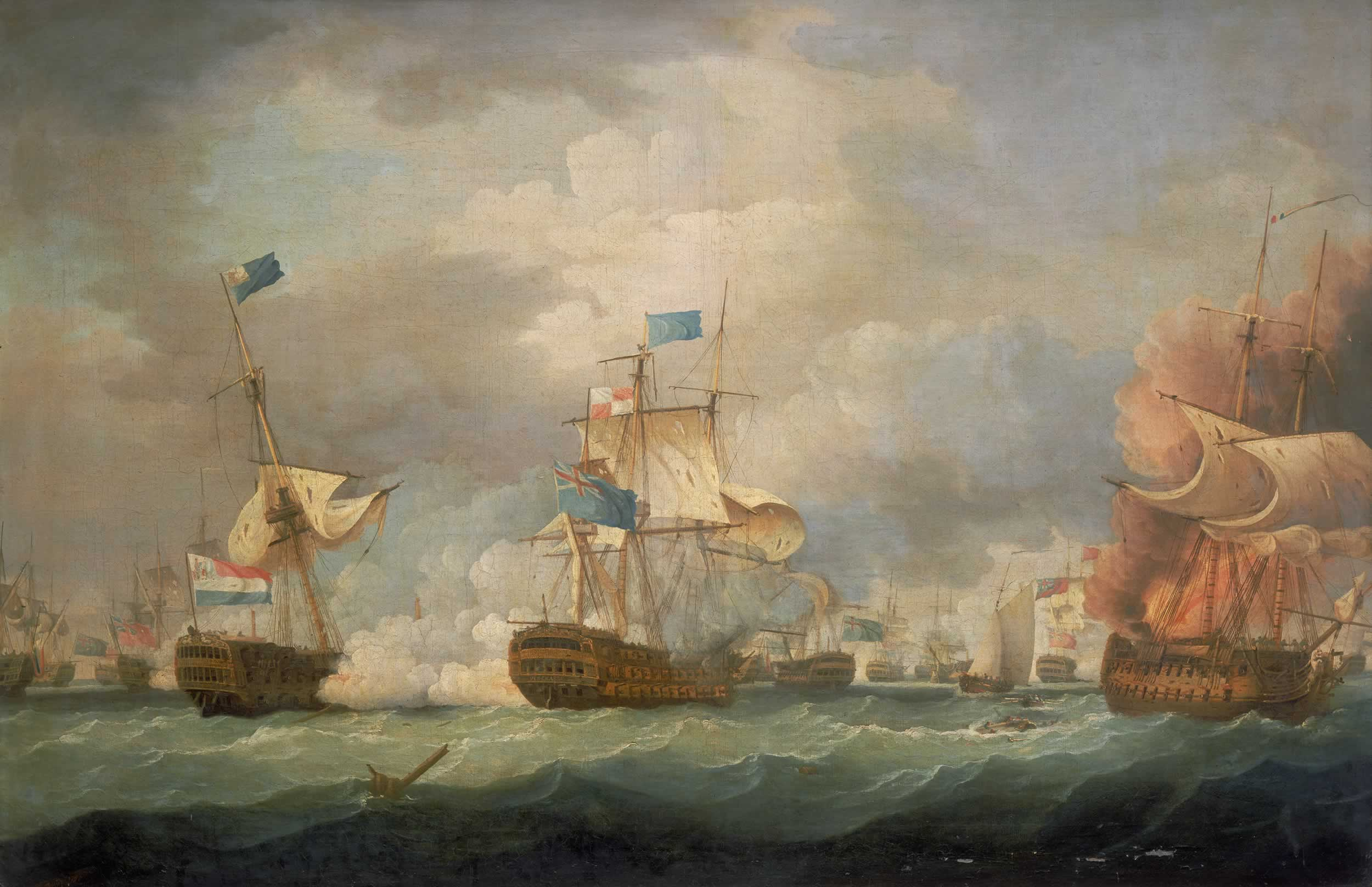
The Battle of Camperdown van Thomas Whitcombe, geschilderd in 1798.

De Zeeslag bij Camperduin vond plaats op de Noordzee ter hoogte van Camperduin op 11 oktober 1797, vlak na de Eerste Coalitieoorlog van de Franse Revolutie, tussen een Nederlandse vloot onder bevel van viceadmiraal Jan Willem de Winter en een Britse vloot onder admiraal Adam Duncan.
De slag was een overwinning voor de Britten, die elf schepen veroverden en er zelf geen verloren.

## Wat voorafging
Twee jaar voor de zeeslag, 1795, werd Nederland door Franse troepen bezet en riepen Nederlandse revolutionairen de Bataafse Republiek uit, een Franse vazalstaat. Dit stuitte op weinig tegenstand, omdat het nieuwe republikeinse systeem erg populair was onder de Nederlanders. De Nederlandse vloot (die nog wel door Nederlandse zeelui werd bestuurd) werd door de Franse gezaghebbers gecommandeerd voor de Franse oorlogen.
In 1797 blokkeerde Duncan de Nederlandse vloot in Den Helder en op Texel. Het lukte de Nederlandse vloot de landing van de Franse troepen in Ierland te dekken die gestuurd waren om de rebellen te ondersteunen. Terwijl Duncan zijn eskader beval om in Yarmouth op krachten te komen, maakten de Nederlanders van de gelegenheid gebruik door de Noordzee op te varen. De Britten, gealarmeerd door het schip Black Joke, begaven zich zo snel mogelijk naar de Noordzee.

## De slag
De zeeslag vond plaats op de Noordzee, voor de kust van Camperduin, ten noordwesten van Alkmaar. De twee vloten ontmoetten elkaar op 18 mijl (zo'n 33 km) voor de Nederlandse kust, de Britten met 24 schepen en de Nederlanders met 25. In totaal bestond de Bataafse vloot uit 15 linieschepen (74-54 kanonnen, of stukken geschut), 1 geraseerd linieschip (44 stukken), 3 fregatten (44-32 stukken) en een zevental kleinere schepen.
De Britten vielen aan via een driekolomsaanval, een voorafspiegeling van de Zeeslag bij Trafalgar acht jaar later, met viceadmiraal Onslow die een divisie leidde met Monarch en Duncan met de Venerable aan het hoofd van een andere divisie. De Venerable brak door de Nederlandse linie en viel admiraal De Winters vlaggenschip, De Vrijheid, aan vanaf de lijzijde.
Aan boord van de Bataafse schepen werd de verdediging, ondanks het tactische overwicht van de Engelsen, voortvarend opgepakt. In de voorhoede bracht het linieschip Hercules (64 stukken), onder bevel van kapitein-luitenant Rijsoort, na het afvuren van twee volle lagen schroot op het Engelse linieschip Triumph (74 stukken, kapitein W.H. Essington), dat schip bijna tot overgave. Slechts doordat een carronade-beschieting vanaf de Triumph de verschansing van de Hercules in vlam zette, wist Essington zijn schip te behouden. Op het zusterschip van de Hercules, linieschip Wassenaar (64 stukken) werd de kapitein Adolph Holland gedood en het schip gaf zich toen over aan de Triumph. Dat schip zeilde vervolgens naar het midden van het gevecht. Omdat er daarna door een Nederlandse brik op de Wassenaar werd geschoten werd de Nederlandse vlag opnieuw gehesen, maar het schip werd uiteindelijk toch door de Britten buitgemaakt en diende tot 1818 in de Royal Navy als HMS Wassenaar. Ook de Beschermer verweerde zich hevig in de voorhoede, maar dit schip verliet betrekkelijk snel het strijdtoneel nadat kapitein Dooitze Eelkes Hinxt gewond was geraakt. 
Het gros van de overige Bataafse schepen verzette zich eveneens met hand en tand. Tegen de overmacht en de nadelige tactische situatie waren zij echter niet opgewassen. In de achterhoede werden de linieschepen Delft (commandant vice-admiraal Gerrit Verdooren, 54/60 stukken), Alkmaar (56 stukken), Haarlem (68 stukken) en Jupiter (commandant viceadmiraal Hermanus Reijntjes, 72 stukken) en het fregat Monnickendam (44 stukken) ingehaald en overmeesterd. In het centrum van de Bataafse vloot werd De Vrijheid door vier Engelse schepen tegelijk aangevallen. De brandende Hercules was in dit deel van het strijdtoneel terechtgekomen en dreigde in aanvaring te komen met onder meer de Brutus (74 stukken) van schout-bij-nacht Johan Arnold Bloys van Treslong (1757-1824), die hierdoor  De Winter niet te hulp kon komen. Ook andere commandanten zagen geen kans of durfden niet met hun kapotgeschoten schepen De Vrijheid te ontzetten. De Winter verdedigde zich in totaal drie uur, waarna hij zijn tot wrak geschoten schip overgaf.

## Na de slag
De Britten veroverden elf schepen inclusief de Jupiter en de Vrijheid (allebei 74 kanonnen) maar hadden zelf te veel schade om de overige te achtervolgen. Er vielen onder de Britten 220 doden en 812 gewonden; er vielen 540 doden onder de Nederlanders en 620 gewonden. Vele Nederlanders werden krijgsgevangen genomen.
Als resultaat van de zeeslag werd de Franse expeditie naar Ierland uitgesteld naar augustus 1798, waarna die afgelast werd vanwege slecht weer.
Vice-admiraal De Winter en zijn manschappen werden in december 1797 door de Britten op erewoord vrijgelaten. De Britse Royal Navy herdacht de zeeslag door vier schepen de naam HMS Camperdown te geven en zeven de naam HMS Duncan.
in de 21e eeuw is getracht een van de schepen die aan de zeeslag bij Camperduin hebben deelgenomen, 's Lands schip van Oorlog Delft, als museumschip te herbouwen op Scheepswerf De Delft in Rotterdam-Delfshaven, maar de werf ging eind 2018 failliet. Na de zeeslag was de Delft voor de kust van Scheveningen gezonken door de tijdens het treffen opgelopen averij. Met een lengte van 63 meter zou het linieschip Delft een van de grootste replica's ter wereld geworden zijn.
Nederlanden: Marquain · Rijsel (1792) · Jemappes · Namen (1792) · Maastricht (1793) · Breda · Aldenhoven (1793) · Neerwinden · Raimes · Famars · Aarlen · Valencijn · Duinkerke · Hondschote · Menen ·  Wattignies · Moeskroen · Tourcoing · Doornik · Erquelinnes · Gosselies · Ieper · Hooglede · Fleurus · Boxtel · Sprimont · Maastricht (1794) · 's-Hertogenbosch · Aldenhoven (1794) · Puiflijk · Nijmegen · Luxemburg · Den Helder · Camperduin

Rijnfront: Verdun · Thionville · Valmy · Mainz (1792) · Mainz (1793) · Vogezen/Tripstadt · Mainz (1795) · Amberg · Würzburg

Italiaans front: Genua · Hyères · Rovereto · Bassano · Montenotte · Dego · Lodi · Arcole · Rivoli

Overige fronten (Vendée, Spanje): Fontenay-le-Comte · Toulon · Cholet · Luçon · Truillas · Boulou · San Lorenzo · Santa Cruz · Kaap Sint-Vincent
West-Indië: Guadeloupe · Martinique